# Wilhelm Cauer (Ingenieur)

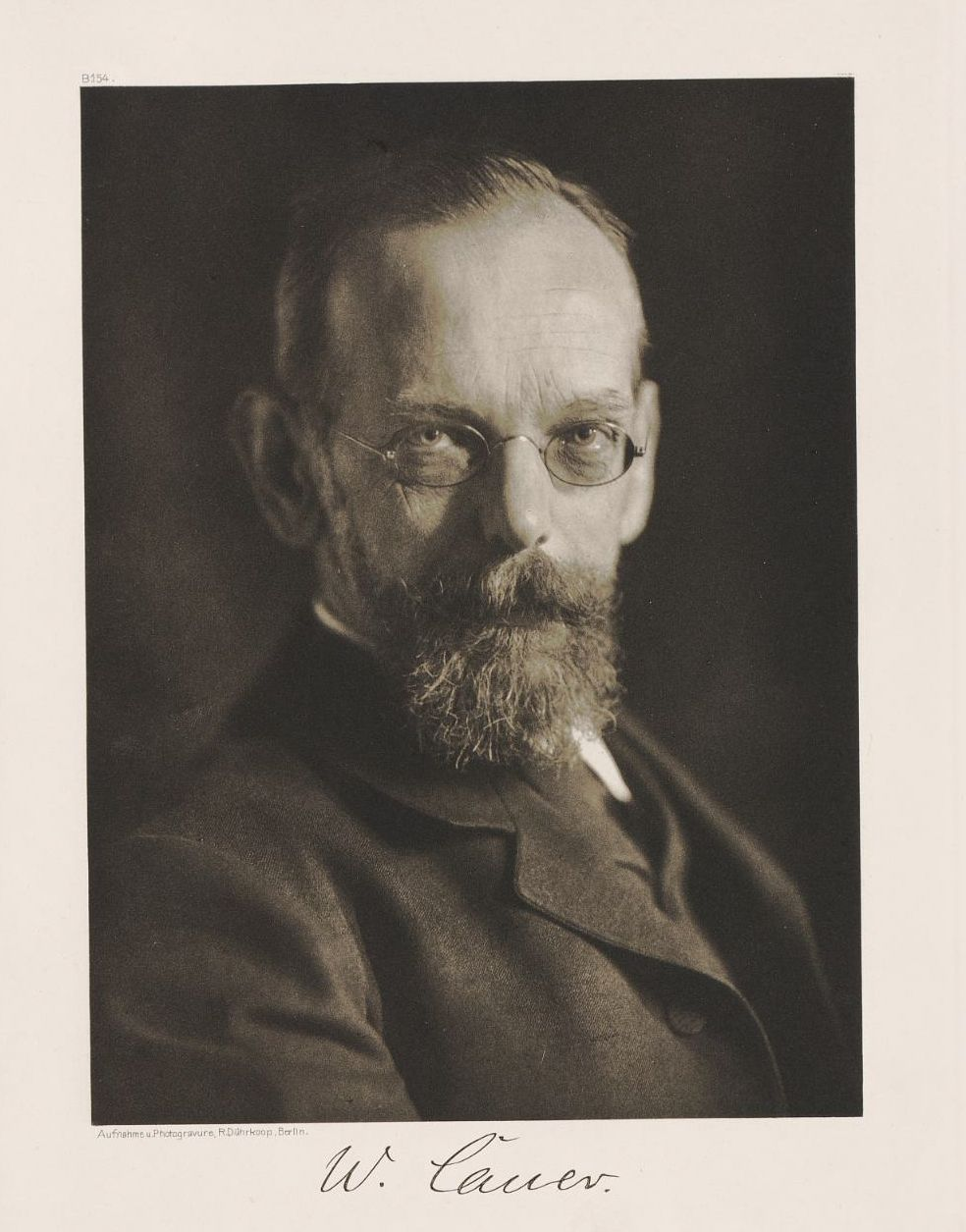
Wilhelm Cauer, 1907

Wilhelm Eduard Ludwig Cauer (* 13. Februar 1858 in Breslau; † 13. August 1940 in Gersfeld (Rhön)) war ein deutscher Ingenieur und Professor für Eisenbahnwesen in Berlin.

## Leben und Wirken
Wilhelm Cauer stammte aus Familien von Akademikern. Sein Vater Eduard Cauer war Gymnasiallehrer und wurde später Stadtschulrat in Berlin, die Mutter Marie war eine Tochter des Arztes Ernst Streicher. Die Brüder Paul und Friedrich Cauer wurden Philologen, die Schwester Margarete Pochhammer Schriftstellerin und die Schwester Marie Cauer Oberin.
Wilhelm Cauer besuchte Schulen in Potsdam, Hamm und Danzig.
Von 1876 bis 1880 studierte er Bauingenieurwesen an der Königlichen Technischen Hochschule zu Charlottenburg. 1885 legte Cauer die 2. Staatsprüfung an der Technischen Hochschule Charlottenburg ab und gewann mit einer Arbeit zum Hafen an der Emsmündung den Schinkel-Preis.
Seit 1888 war Wilhelm Cauer bei Bauten von Bahnanlagen in Altona beschäftigt.
1898 wurde er habilitiert und lehrte seitdem als Privatdozent an der Technischen Hochschule Charlottenburg.
Seit 1899 war er außerdem beim preußischen Ministerium für öffentliche Arbeiten angestellt.
1903 wurde Wilhelm Cauer zum ordentlichen Professor am neugeschaffenen Lehrstuhl für Eisenbahnwesen in Charlottenburg  berufen. Auch nach seiner Pensionierung 1926 lehrte er dort als Professor weiter bis 1928. Ab ca. 1935 wurde er ausgegrenzt wegen einem Vermerk in seiner Personalakte der TU Berlin: „Halbjude, nicht mehr einzuladen“.

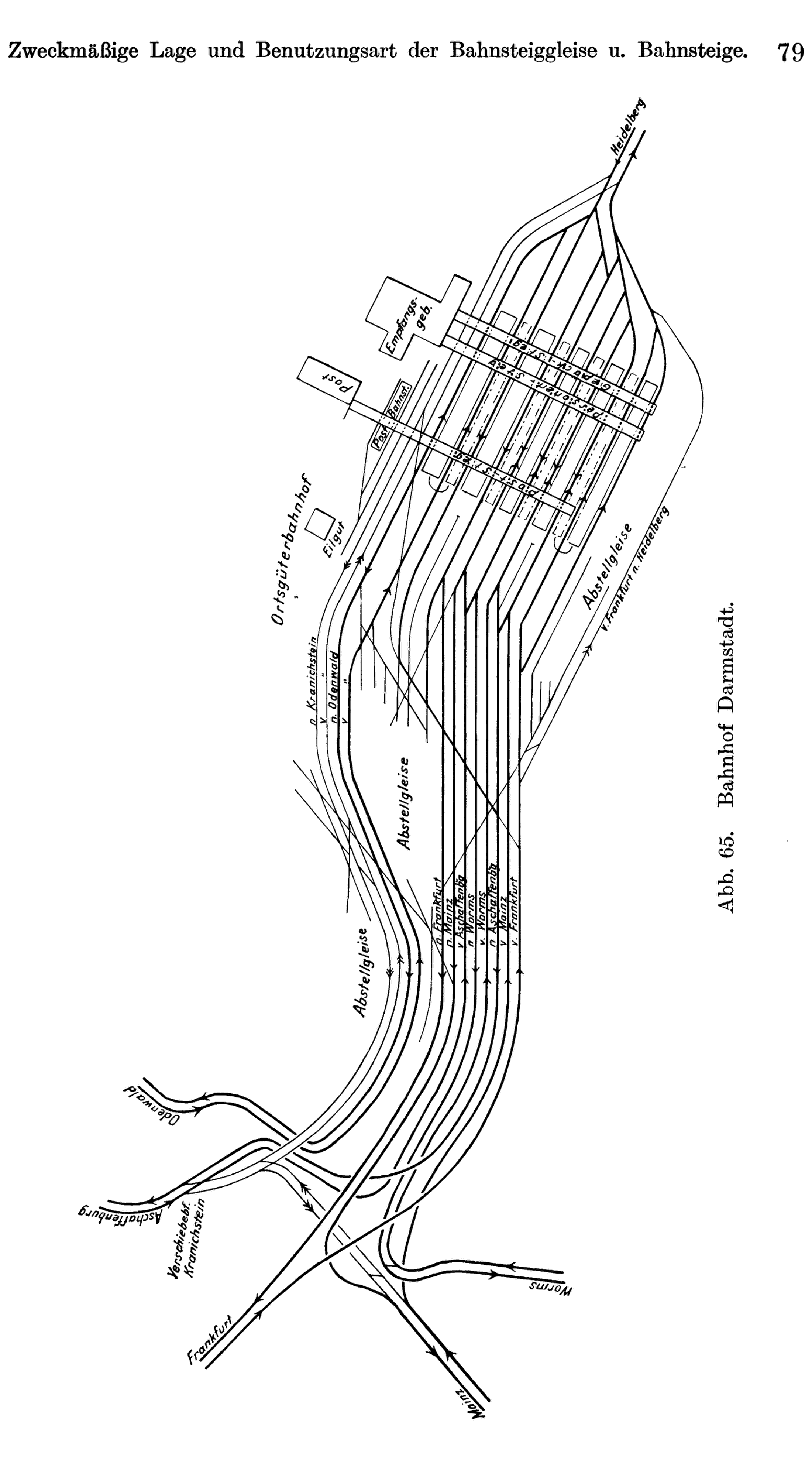
Hauptbahnhof Darmstadt, in seinem Buch Personenbahnhöfe, 1913/1926

Wilhelm Cauer trug die Titel eines Bau- und Betriebsinspektors, später eines Geheimen Baurats.
Er begutachtete die Bauten von Eisenbahnausrüstungen in Häfen, z. B. in Memel, Stettin, Oslo, Saloniki und Athen, von Bahnhöfen in Köln und Zürich und von U-Bahnhöfen in Berlin. Später beschäftigte er sich vor allem mit Rangiertechnik. Sein Signal für Kreuzungsweichen wurde allgemein eingeführt.

## Ehen und Nachkommen
Wilhelm Cauer heiratete die  Klavierlehrerin Marie Koch (1863–1928), Tochter  von Hermann Adolf Koch, Rektor in Schulpforta,  und Caroline Schroeder, Tochter von August Schröder, Rektor und Oberdomprediger in Brandenburg/Havel. Sie hatten sieben Kinder, von denen sechs das Erwachsenenalter erreichten:
- Charlotte Cauer (1890–1975), Ärztin in Berlin
- Gertrud Cauer (1891–1964), Musiklehrerin
- Marianne Cauer (1894–1975), Chemikerin[3]
- Margarete Cauer (1894–1970), Mathematikerin
- Wilhelm Cauer (1900–1945), Mathematiker, heiratete die Archivarin Karoline Cauer
- Aimée Jüngst (1903–1993), Lehrerin  heiratete den Autor  Hans Jüngst

Nach dem Tod der Ehefrau Marie Koch  1928 heiratete Wilhelm Cauer deren ältere Schwester Magdalene Koch (1862–1939), die dann kurz vor ihm starb.

## Auszeichnungen und Ehrungen
- Dr.-Ing. E. h. (Ehren halber) der TH  Darmstadt, 1920
- Ehrenbürger der Technischen Hochschule Berlin-Charlottenburg, 1927

## Publikationen (Auswahl)
- Betrieb und Verkehr der Preussischen Staatsbahnen, Springer 1. Aufl. 1897 2. Aufl. 1903, jeweils 2 Bände
- Massengüterbahnen, Walther Rathenau und Wilhelm Cauer, Springer 1909
- Personenbahnhöfe, Springer Berlin 1913, wesentlich erweiterte Auflage 1926
- Eisenbahnausrüstungen der Häfen, Springer, Berlin 1921
- Sicherungsanlagen im Eisenbahnbetriebe, Springer, Berlin 1922
- Eisenbahn-Fähranstalten, Hackebeil, Berlin [1923]; Digitalisierung DNB 2017
- Zur Leistung von Streckengleisen und Bahnsteiggleisen, Hackebeil, Berlin [1925]; Digitalisierung DNB 2016